# Takatsukasa Fusahira
Takatsukasa Fusahira (鷹司 房平) (? - 1472), fils de Takatsukasa Fuyuie, est un noble de cour japonais (kugyō) de l'époque de Muromachi (1336–1573). Il exerce la fonction de régent kampaku de 1454 à 1455. Le régent Takatsukasa Masahira est son fils.

## Source de la traduction
- (en) Cet article est partiellement ou en totalité issu de l’article de Wikipédia en anglais intitulé « Takatsukasa Fusahira » (voir la liste des auteurs).